# 12 Gardens Live
12 Gardens Live ist das vierte Livealbum des US-amerikanischen Musikers Billy Joel, das im Juni 2006 erschien.

## Entstehung und Veröffentlichung
Die Erstveröffentlichung von 12 Gardens Live erfolgte am 9. Juni 2006 bei Columbia Records. Das Album erschien in seiner Originalausführung als Doppelalbum auf CD sowie als Downloadmit 32 Titeln (Katalognummer: 82876 85176 2). Am 13. Juni desselben Jahres erschien eine digitale Deluxeversion mit den Bonustiteln Honesty und Stiletto.
Die Liveaufnahmen stammen aus dem Madison Square Garden in New York City, nachdem Joel Anfang 2006 dort zwölfmal in Folge vor ausverkauften Haus spielte.

## Titelliste
| 1. Prelude/Angry Young Man 2. My Life 3. Everybody Loves You Now 4. The Ballad of Billy the Kid 5. The Entertainer 6. Vienna 7. New York State of Mind 8. The Night Is Still Young 9. Zanzibar 10. Miami 2017 (Seen the Lights Go Out on Broadway) 11. The Great Wall of China 12. Allentown 13. She’s Right on Time 14. Don’t Ask Me Why 15. Laura 16. A Room of Our Own | 1. Goodnight Saigon 2. Movin' Out (Anthony’s Song) 3. An Innocent Man 4. The Downeaster ‘Alexa’ 5. She’s Always a Woman 6. Keeping the Faith 7. The River of Dreams 8. A Matter of Trust 9. We Didn’t Start the Fire 10. Big Shot 11. You May Be Right 12. Only the Good Die Young 13. Scenes from an Italian Restaurant 14. Piano Man 15. And So It Goes 16. It’s Still Rock and Roll to Me 17. Honesty (Bonustitel) 18. Stiletto (Bonustitel) |

## Chartplatzierungen
| ChartsChartplatzierungen       | Höchstplatzierung | Wochen |
| ------------------------------ | ----------------- | ------ |
| Deutschland (GfK)              | 80 (4 Wo.)        | 4      |
| Österreich (Ö3)                | 11 (6 Wo.)        | 6      |
| Vereinigte Staaten (Billboard) | 14 (6 Wo.)        | 6      |
| Vereinigtes Königreich (OCC)   | 95 (1 Wo.)        | 1      |